# 劳加伊
劳加伊，是匈牙利包尔绍德-奥包乌伊-曾普伦州所辖的一个村。总面积15.54平方公里，总人口659，人口密度42.4人/平方公里（2011年1月1日）。